# Wereldkampioenschappen atletiek 2013
De wereldkampioenschappen atletiek van 2013 werden van 10 tot en met 18 augustus gehouden in het Olympisch Stadion Loezjniki in Moskou, Rusland. De IAAF had dit op 27 maart 2007 in Mombasa besloten. De uiterste datum voor de bid liep af op 1 december 2006, waarna Barcelona, Brisbane en Göteborg overbleven als concurrenten voor Moskou.

## Prestaties Belgische en Nederlandse selectie

### België

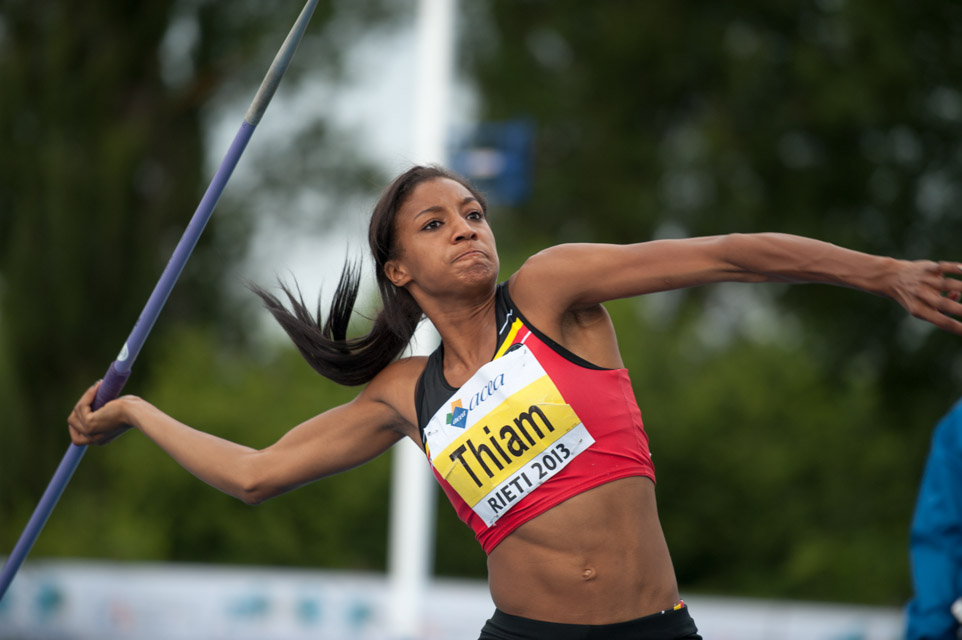
Europees juniorenkampioene Nafissatou Thiam debuteerde tijdens de WK in Moskou verdienstelijk op de zevenkamp. Vooral haar 1,92 m bij het hoogspringen maakte indruk.

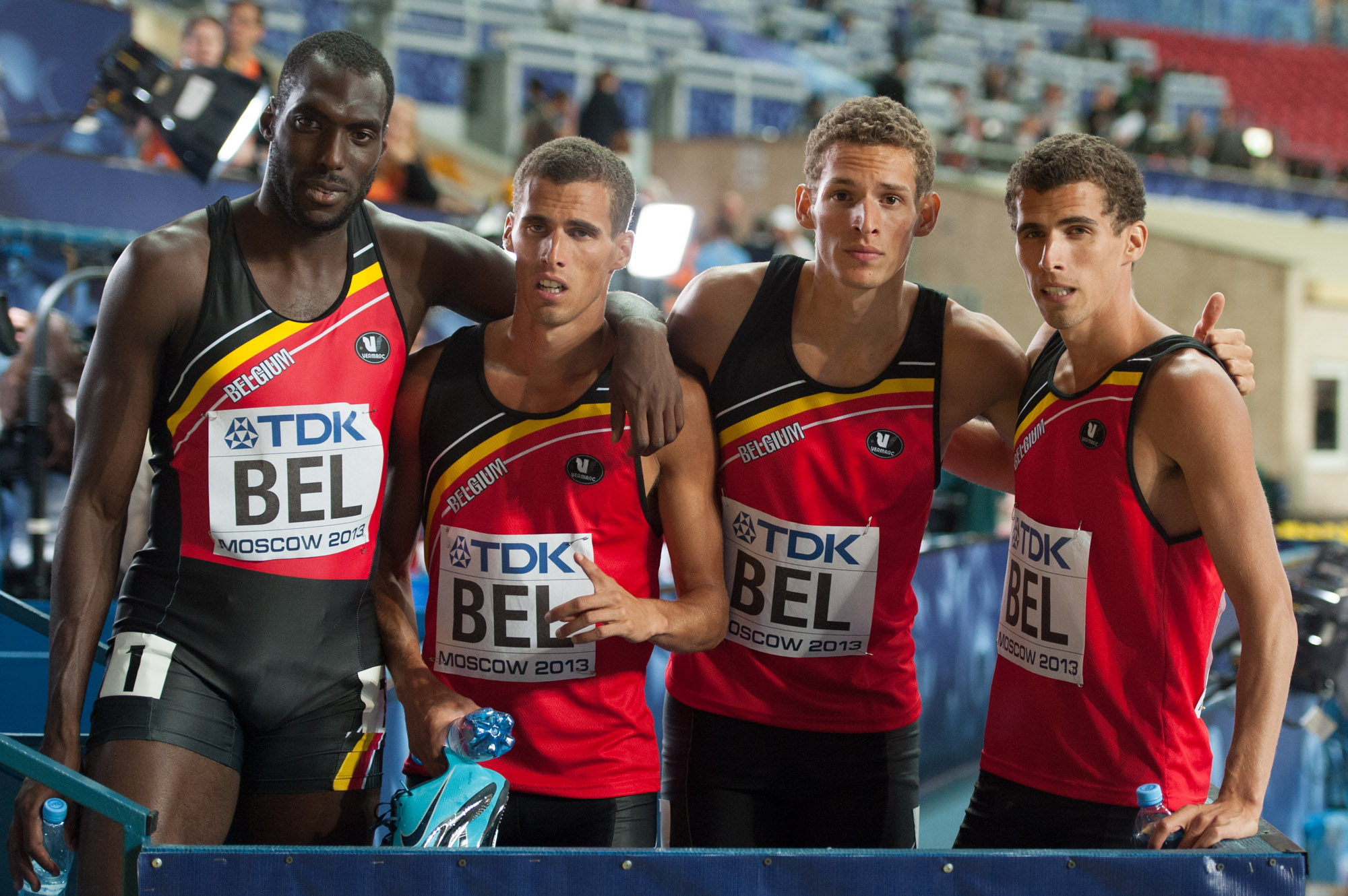
De Belgische 4 x 400 m estafetteploeg had met drie broers in één team een voor dit onderdeel ongekende samenstelling. Ze behaalden er een vijfde plaats mee. : Will Oyowe en Jonathan, Dylan en Kevin Borlée.

Vrouwen
| Atleet                        | Ronde                                         | Prestatie                                         | Plaats                 |
| ----------------------------- | --------------------------------------------- | ------------------------------------------------- | ---------------------- |
| Almensh Belete (5000 m)       | 1e ronde finale                               | 16.03,03 -                                        | 6 -                    |
| Sara Aerts (100 m horden)     | 1e ronde halve finale finale                  | DNS -                                             | -                      |
| Anne Zagré (100 m horden)     | 1e ronde halve finale finale                  | 12,94 DQ -                                        | 3 -                    |
| Axelle Dauwens (400 m horden) | 1e ronde halve finale finale                  | 56,85 -                                           | 5 -                    |
| Nafissatou Thiam (zevenkamp)  | 100mH hoog kogel 200 m ver speer 800 m totaal | 14,13 1,92 PB 13,71 25,61 6,11 43,64 2.25,43 6070 | 28 1 12 26 13 15 10 14 |

Mannen
| Atleet | Ronde                                                                 | Prestatie                                                                         | Plaats                       |
| --- | --------------------------------------------------------------------- | --------------------------------------------------------------------------------- | ---------------------------- |
| Jonathan Borlée (400 m)                                                                                       | 1e ronde halve finale finale                                          | 45,24 44,85 44,54 SB                                                              | 2 4                          |
| Kevin Borlée (400 m)                                                                                          | 1e ronde halve finale finale                                          | 45,32 45,03 -                                                                     | 2 4 -                        |
| Pieter-Jan Hannes (1500 m)                                                                                    | 1e ronde halve finale finale                                          | 3.40,39 -                                                                         | 10 -                         |
| Bashir Abdi (10.000 m)                                                                                        | finale                                                                | 28.41,69                                                                          | 23                           |
| Adrien Deghelt (110 m horden)                                                                                 | 1e ronde halve finale finale                                          | DNS -                                                                             | -                            |
| Thomas Van Der Plaetsen (tienkamp)                                                                            | 100 m ver kogel hoog 400 m 110 mH discus polshoog speer 1500 m totaal | 11,09 PB 7,64 13,57 PB 2,05 49,00 SB 14,66 SB 41,17 5,10 65,31 PB 4.37,93 8255 PB | 19 5 26 6 16 18 23 6 9 20 15 |
| Jonathan Borlée Kevin Borlée Dylan Borlée Will Oyowe (finale) Antoine Gillet (1e ronde) (4 x 400 m estafette) | 1e ronde finale                                                       | 3.00,81 3.01,02                                                                   | 3 5                          |

### Nederland

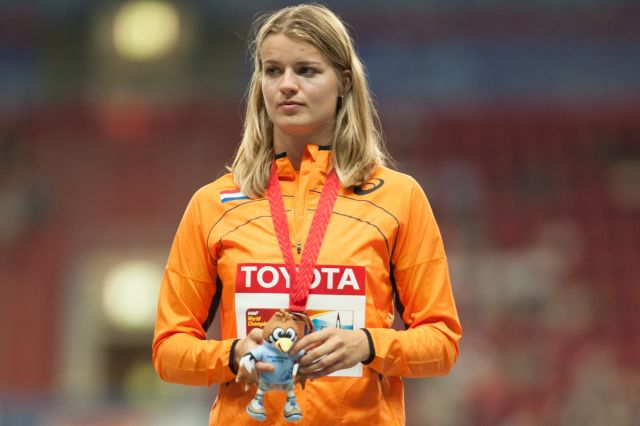
Als eerste Nederlandse vertegenwoordiger op een meerkamp en als eerste Nederlandse vrouw ooit veroverde Dafne Schippers een medaille op een WK voor senioren.

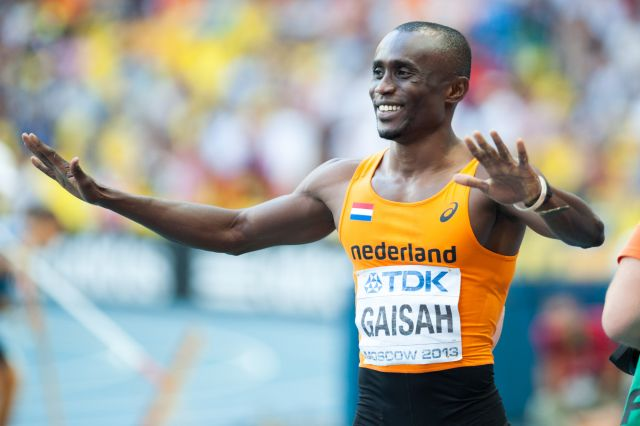
Ignisious Gaisah beloonde zijn nieuwe vaderland met een zilveren medaille en een Nederlands record bij het verspringen. Het was de beste Nederlandse prestatie tijdens deze WK-editie.

Vrouwen
| Atleet | Ronde                                          | Prestatie                                                     | Plaats                       |
| --- | ---------------------------------------------- | ------------------------------------------------------------- | ---------------------------- |
| Maureen Koster (1500 m) | 1e ronde halve finale finale                   | 4.08,99 4.08,15 -                                             | 9 10 -                       |
| Susan Kuijken (5000 m) | 1e ronde finale                                | 15.34,31 15.14,70                                             | 7 8                          |
| Dafne Schippers (zevenkamp) | 100 mH hoog kogel 200 m ver speer 800 m totaal | 13,30 SB 1,77 SB 12,91 22,84 SB 6,35 41,47 2.08,62 PB 6477 NR | 3 · 6 · 16 · 1 · 5 · 3 · 3 · |
| Nadine Broersen (zevenkamp) | 100 mH hoog kogel 200 m ver speer 800 m totaal | 14,84 1,89 13,46 25,01 PB 6,13 47,48 2.12,89 PB 6224          | 8 2 13 3 9 7 8 10            |
| Kadene Vassell, Dafne Schippers, Madiea Ghafoor, Jamile Samuel (reserves: Tessa van Schagen, Nicky van Leuveren) (4 x 100 m estafette) | 1e ronde finale                                | 43,26 SB -                                                    | 4 -                          |

Mannen
| Atleet | Ronde                                                                 | Prestatie                                                                   | Plaats                          |
| --- | --------------------------------------------------------------------- | --------------------------------------------------------------------------- | ------------------------------- |
| Churandy Martina (100 m) | 1e ronde halve finale finale                                          | 10,17 10,09 -                                                               | 2 4 -                           |
| Churandy Martina (200 m) | 1e ronde halve finale finale                                          | 20,37 20,13 20,35                                                           | 2 3 7                           |
| Michel Butter (marathon) | finale                                                                | DNF                                                                         | -                               |
| Gregory Sedoc (110 mH) | 1e ronde halve finale finale                                          | 13,50 SB 13,54 -                                                            | 4 8 -                           |
| Douwe Amels (hoogspringen) | kwalificatie finale                                                   | 2,17 -                                                                      | 12 -                            |
| Ignisious Gaisah (verspringen) | kwalificatie finale                                                   | 7,89 8,29 NR                                                                | 6 ·                             |
| Erik Cadée (discuswerpen) | kwalificatie finale                                                   | 62,14 -                                                                     | 7 -                             |
| Pelle Rietveld (tienkamp) | 100 m ver kogel hoog 400 m 110 mH discus polshoog speer 1500 m totaal | 11,15 6,68 13,21 1,90 SB 48,67 14,37 38,06 5,10 PB 64,38 4.35,94 SB 7840 SB | 22 31 28 26 12 11 26 5 12 15 21 |
| Eelco Sintnicolaas (tienkamp) | 100 m ver kogel hoog 400 m 110 mH discus polshoog speer 1500 m totaal | 10,85 7,65 PB 14,08 2,02 48,25 14,18 39,21 5,30 56,75 SB 4.24,64 SB 8391 SB | 9 4 17 12 6 5 24 2 23 5         |
| Ingmar Vos (tienkamp) | 100 m ver kogel hoog 400 m 110 mH discus polshoog speer 1500 m totaal | 10,98 SB 7,45 SB 13,81 2,05 SB 51,02 DQ 42,77 DNS 62,10 SB DNS DNF          | 15 10 23 6 26 - 18 - 14 - -     |
| Brian Mariano, Churandy Martina, Liemarvin Bonevacia, Hensley Paulina (reserves: Jerrel Feller, Jorén Tromp) (4 x 100 m estafette) | 1e ronde finale                                                       | 38,41 38,37 SB                                                              | 3 5                             |

## Resultaten

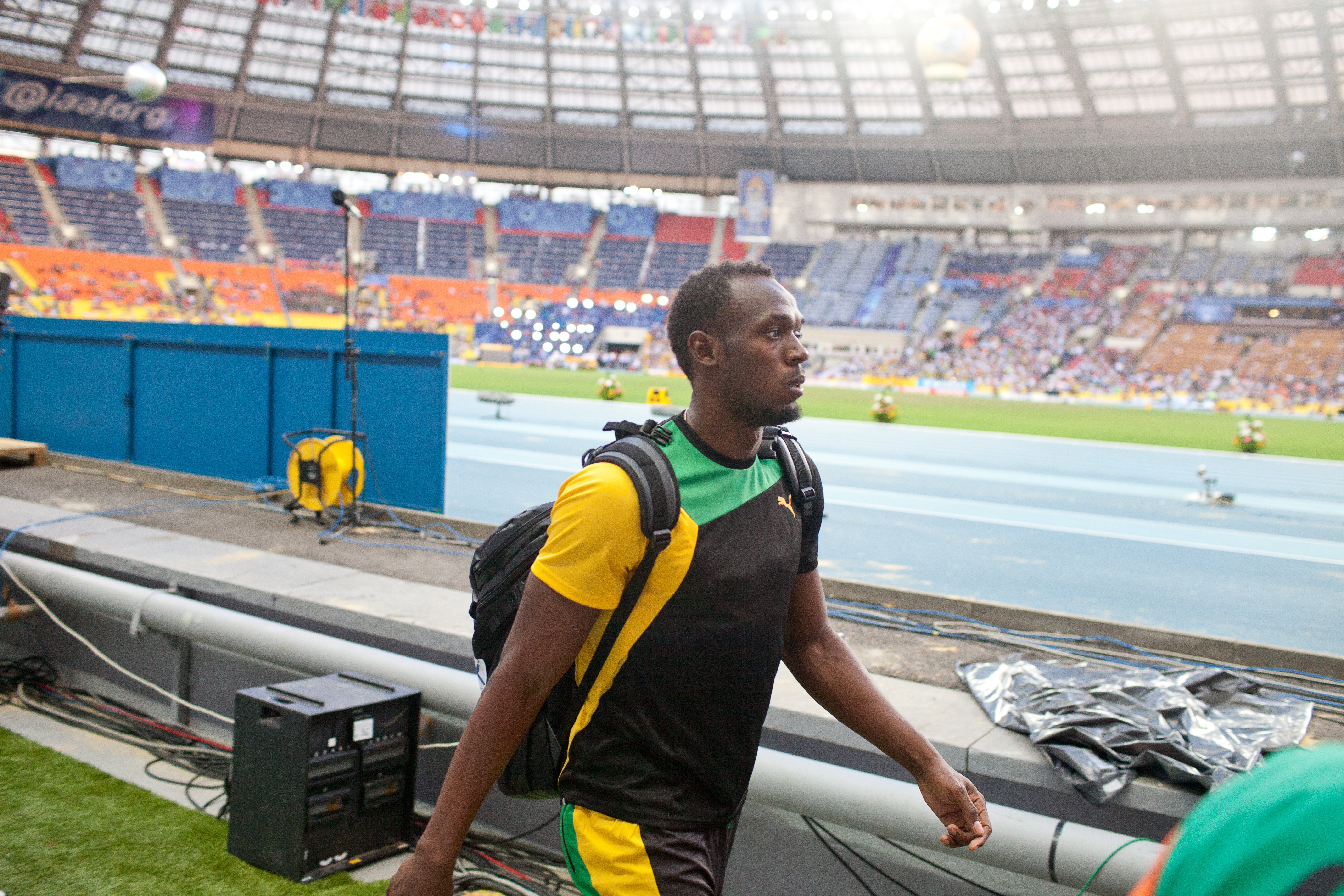
Usain Bolt, winnaar 100 m

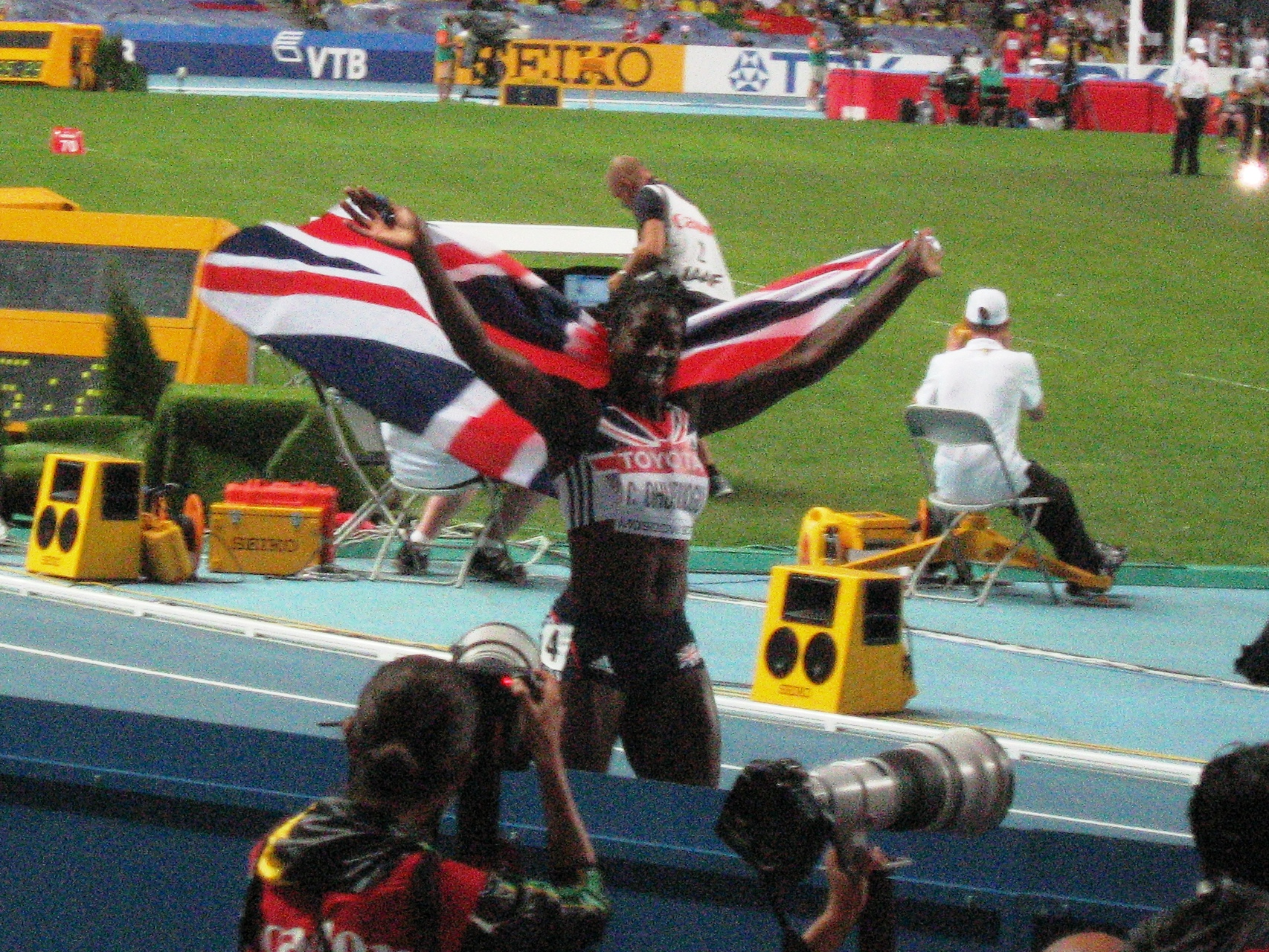
Christine Ohuruogu, winnares 400 m

### 100 m
| Mannen | Mannen              | Mannen | Mannen  |
| Nr.    | Atleet              | Land   | Tijd    |
| ------ | ------------------- | ------ | ------- |
| Goud   | Usain Bolt          | JAM    | SB 9,77 |
| Zilver | Justin Gatlin       | USA    | SB 9,85 |
| Brons  | Nesta Carter        | JAM    | 9,95    |
| 4      | Kemar Bailey-Cole   | JAM    | 9,98    |
| 5      | Nickel Ashmeade     | JAM    | 9,98    |
| 6      | Mike Rodgers        | USA    | 10,04   |
| 7      | Christophe Lemaitre | FRA    | 10,06   |
| 8      | James Dasaolu       | GBR    | 10,21   |

| Vrouwen | Vrouwen                 | Vrouwen | Vrouwen  |
| Nr.     | Atlete                  | Land    | Tijd     |
| ------- | ----------------------- | ------- | -------- |
| Goud    | Shelly-Ann Fraser-Pryce | JAM     | WL 10,71 |
| Zilver  | Murielle Ahouré         | CIV     | 10,93    |
| Brons   | Carmelita Jeter         | USA     | 10,94    |
| 4       | English Gardner         | USA     | 10,97    |
| 5       | Kerron Stewart          | JAM     | 10,97    |
| 6       | Blessing Okagbare       | NGR     | 11,04    |
| 7       | Alexandria Anderson     | USA     | 11,10    |
| 8       | Octavious Freeman       | USA     | 11,16    |

### 200 m
| Mannen | Mannen              | Mannen | Mannen   |
| Nr.    | Atleet              | Land   | Tijd     |
| ------ | ------------------- | ------ | -------- |
| Goud   | Usain Bolt          | JAM    | WL 19,66 |
| Zilver | Warren Weir         | JAM    | PB 19,79 |
| Brons  | Curtis Mitchell     | USA    | 20,04    |
| 4      | Nickel Ashmeade     | JAM    | 20,05    |
| 5      | Adam Gemili         | GBR    | 20,08    |
| 6      | Anaso Jobodwana     | RSA    | 20,14    |
| 7      | Churandy Martina    | NED    | 20,35    |
| 8      | Jaysuma Saidy Ndure | NOR    | 20,37    |

| Vrouwen | Vrouwen                 | Vrouwen | Vrouwen |
| Nr.     | Atlete                  | Land    | Tijd    |
| ------- | ----------------------- | ------- | ------- |
| Goud    | Shelly-Ann Fraser-Pryce | JAM     | 22,17   |
| Zilver  | Murielle Ahouré         | CIV     | 22,32   |
| Brons   | Blessing Okagbare       | NGR     | 22,32   |
| 4       | Shaunae Miller          | BAH     | 22,74   |
| 5       | Jeneba Tarmoh           | USA     | 22,78   |
| 6       | Charonda Williams       | USA     | 22,81   |
| 7       | Marija Rjemjen          | UKR     | 22,84   |
|         | Allyson Felix           | USA     | DNF     |

### 400 m
| Mannen | Mannen               | Mannen | Mannen   |
| Nr.    | Atleet               | Land   | Tijd     |
| ------ | -------------------- | ------ | -------- |
| Goud   | LaShawn Merritt      | USA    | WL 43,74 |
| Zilver | Tony McQuay          | USA    | PB 44,40 |
| Brons  | Luguelín Santos      | DOM    | SB 44,52 |
| 4      | Jonathan Borlée      | BEL    | SB 44,54 |
| 5      | Pavel Maslák         | CZE    | 44,91    |
| 6      | Yousef Ahmed Masrahi | KSA    | 44,97    |
| 7      | Kirani James         | GRN    | 44,99    |
| 8      | Anderson Henriques   | BRA    | 45,03    |

| Vrouwen | Vrouwen                | Vrouwen | Vrouwen  |
| Nr.     | Atlete                 | Land    | Tijd     |
| ------- | ---------------------- | ------- | -------- |
| Goud    | Christine Ohuruogu     | GBR     | NR 49,41 |
| Zilver  | Amantle Montsho        | BOT     | 49,41    |
| Brons   | Antonina Krivosjapka   | RUS     | 49,78    |
| 4       | Stephanie McPherson    | JAM     | 49,99    |
| 5       | Natasha Hastings       | USA     | 50,30    |
| 6       | Francena McCorory      | USA     | 50,68    |
| 7       | Ksenia Risjova         | RUS     | 50,98    |
| 8       | Novlene Williams-Mills | JAM     | 51,49    |

### 800 m
| Mannen | Mannen                   | Mannen | Mannen     |
| Nr.    | Atleet                   | Land   | Tijd       |
| ------ | ------------------------ | ------ | ---------- |
| Goud   | Mohammed Aman            | ETH    | SB 1.43,31 |
| Zilver | Nick Symmonds            | USA    | SB 1.43,55 |
| Brons  | Ayanleh Souleiman        | DJI    | 1.43,76    |
| 4      | Marcin Lewandowski       | POL    | SB 1.44,06 |
| 5      | Andrew Osagie            | GBR    | SB 1.44,36 |
| 6      | Duane Solomon            | USA    | 1.44,42    |
| 7      | Pierre-Ambroise Bosse    | FRA    | 1.44,79    |
| 8      | Abdulaziz Laden Mohammed | KSA    | 1.46,57    |

| Vrouwen | Vrouwen               | Vrouwen | Vrouwen    |
| Nr.     | Atlete                | Land    | Tijd       |
| ------- | --------------------- | ------- | ---------- |
| Goud    | Eunice Jepkoech Sum   | KEN     | PB 1.57,38 |
| Zilver  | Brenda Martinez       | USA     | PB 1.57,91 |
| Brons   | Alysia Montaño        | USA     | 1.57,95    |
| 4       | Jekaterina Poistogova | RUS     | SB 1.58,05 |
| 5       | Ajeé Wilson           | USA     | PB 1.58,21 |
| 6       | Nataliia Lupu         | UKR     | 1.59,79    |
| 7       | Lemka Mazná           | CZE     | 2.00,59    |
| DSQ     | Maria Savinova        | RUS     | SB 1.57,80 |

### 1500 m
| Mannen | Mannen                 | Mannen | Mannen  |
| Nr.    | Atleet                 | Land   | Tijd    |
| ------ | ---------------------- | ------ | ------- |
| Goud   | Asbel Kiprop           | KEN    | 3.36,28 |
| Zilver | Matthew Centrowitz     | USA    | 3.36,78 |
| Brons  | Johan Cronje           | RSA    | 3.36,83 |
| 4      | Nixon Kiplimo Chepseba | KEN    | 3.36,87 |
| 5      | Homiyu Tesfaye         | GER    | 3.37,03 |
| 6      | Silas Kiplagat         | KEN    | 3.37,11 |
| 7      | Mekonnen Gebremedhin   | ETH    | 3.37,21 |
| 8      | Henrik Ingebrigtsen    | NOR    | 3.37,52 |

| Vrouwen | Vrouwen                    | Vrouwen | Vrouwen |
| Nr.     | Atlete                     | Land    | Tijd    |
| ------- | -------------------------- | ------- | ------- |
| Goud    | Abeba Aregawi              | SWE     | 4.02,67 |
| Zilver  | Jennifer Simpson           | USA     | 4.02,99 |
| Brons   | Hellen Obiri               | KEN     | 4.03,86 |
| 4       | Hannah England             | GBR     | 4.04,98 |
| 5       | Faith Chepngetich Kipyegon | KEN     | 4.05,08 |
| 6       | Jekaterina Sjarmina        | RUS     | 4.05,49 |
| 7       | Zoe Buckman                | AUS     | 4.05,77 |
| 8       | Genzebe Dibaba             | ETH     | 4.05,99 |

### 5000 m
| Mannen | Mannen           | Mannen | Mannen   |
| Nr.    | Atleet           | Land   | Tijd     |
| ------ | ---------------- | ------ | -------- |
| Goud   | Mo Farah         | GBR    | 13.26,98 |
| Zilver | Hagos Gebrhiwet  | ETH    | 13.27,26 |
| Brons  | Isiah Koech      | KEN    | 13.27,26 |
| 4      | Thomas Longosiwa | KEN    | 13.27,67 |
| 5      | Edwin Soi        | KEN    | 13.29,01 |
| 6      | Bernard Lagat    | USA    | 13.29,24 |
| 7      | Muktar Edris     | ETH    | 13.29,56 |
| 8      | Galen Rupp       | USA    | 13.29,87 |

| Vrouwen | Vrouwen         | Vrouwen | Vrouwen     |
| Nr.     | Atlete          | Land    | Tijd        |
| ------- | --------------- | ------- | ----------- |
| Goud    | Meseret Defar   | ETH     | 14.50,19    |
| Zilver  | Mercy Cherono   | KEN     | 14.51,22    |
| Brons   | Almaz Ayana     | ETH     | 14.51,33    |
| 4       | Viola Kibiwot   | KEN     | 15.01,67    |
| 5       | Buze Diriba     | ETH     | 15.05,38    |
| 6       | Molly Huddle    | USA     | 15.05,73    |
| 7       | Shannon Rowbury | USA     | SB 15.06,10 |
| 8       | Susan Kuijken   | NED     | 15.14,70    |

### 10.000 m
| Mannen | Mannen           | Mannen | Mannen      |
| Nr.    | Atleet           | Land   | Tijd        |
| ------ | ---------------- | ------ | ----------- |
| Goud   | Mo Farah         | GBR    | SB 27.21,71 |
| Zilver | Ibrahim Jeilan   | ETH    | SB 27.22,23 |
| Brons  | Paul Tanui       | KEN    | 27.22,61    |
| 4      | Galen Rupp       | USA    | SB 27.24,39 |
| 5      | Abera Kuma       | ETH    | 27.25,27    |
| 6      | Bedan Muchiri    | KEN    | 27.27,17    |
| 7      | Kenneth Kipkemoi | KEN    | SB 27.28,50 |
| 8      | Nguse Amlosom    | ERI    | SB 27.29,21 |

| Vrouwen | Vrouwen                | Vrouwen | Vrouwen     |
| Nr.     | Atlete                 | Land    | Tijd        |
| ------- | ---------------------- | ------- | ----------- |
| Goud    | Tirunesh Dibaba        | ETH     | 30.43,35    |
| Zilver  | Gladys Cherono         | KEN     | 30.45,17    |
| Brons   | Belaynesh Oljira       | ETH     | 30.46,98    |
| 4       | Emily Chebet           | KEN     | PB 30.47,02 |
| 5       | Hitomi Niiya           | JPN     | PB 30.56,70 |
| 6       | Shitaye Eshete         | BRN     | SB 31.13,79 |
| 7       | Selly Chepyego Kaptich | KEN     | PB 31.22,11 |
| 8       | Shalane Flanagan       | USA     | 31.34,83    |

### 3000 m steeple
| Mannen | Mannen                      | Mannen | Mannen     |
| Nr.    | Atleet                      | Land   | Tijd       |
| ------ | --------------------------- | ------ | ---------- |
| Goud   | Ezekiel Kemboi              | KEN    | 8.06,01    |
| Zilver | Conseslus Kipruto           | KEN    | 8.06,37    |
| Brons  | Mahiedine Mekhissi-Benabbad | FRA    | 8.07,86    |
| 4      | Paul Kipsiele Koech         | KEN    | 8.08,62    |
| 5      | Evan Jager                  | USA    | 8.08,67    |
| 6      | Matthew Hughes              | CAN    | NR 8.11,64 |
| 7      | Abel Mutai                  | KEN    | 8.17,04    |
| 8      | Yoann Kowal                 | FRA    | 8.17,41    |

| Vrouwen | Vrouwen               | Vrouwen | Vrouwen    |
| Nr.     | Atlete                | Land    | Tijd       |
| ------- | --------------------- | ------- | ---------- |
| Goud    | Milcah Chemos Cheywa  | KEN     | WL 9.11,65 |
| Zilver  | Lydiah Chepkurui      | KEN     | PB 9.12,55 |
| Brons   | Sofia Assefa          | ETH     | SB 9.12,84 |
| 4       | Hiwot Ayalew          | ETH     | SB 9.15,25 |
| 5       | Etenesh Diro          | ETH     | SB 9.16,97 |
| 6       | Hyvin Jepkemoi        | KEN     | PB 9.22,05 |
| 7       | Valentyna Zjoedina    | UKR     | 9.33,73    |
| 8       | Antje Möldner-Schmidt | GER     | 9.34,06    |

### 110 m horden/100 m horden
| Mannen | Mannen                  | Mannen | Mannen   |
| Nr.    | Atleet                  | Land   | Tijd     |
| ------ | ----------------------- | ------ | -------- |
| Goud   | David Oliver            | USA    | WL 13,00 |
| Zilver | Ryan Wilson             | USA    | 13,13    |
| Brons  | Sergej Sjoebenkov       | RUS    | 13,24    |
| 4      | Jason Richardson        | USA    | 13,27    |
| 5      | William Sharman         | GBR    | 13,30    |
| 6      | Aries Merritt           | USA    | 13,31    |
| 7      | Thomas Martinot-Lagarde | FRA    | 13,42    |
| 8      | Andrew Riley            | JAM    | 13,51    |

| Vrouwen | Vrouwen          | Vrouwen | Vrouwen  |
| Nr.     | Atlete           | Land    | Tijd     |
| ------- | ---------------- | ------- | -------- |
| Goud    | Brianna Rollins  | USA     | 12,44    |
| Zilver  | Sally Pearson    | AUS     | SB 12,50 |
| Brons   | Tiffany Porter   | GBR     | PB 12,55 |
| 4       | Dawn Harper      | USA     | 12,59    |
| 5       | Queen Harrison   | USA     | 12,73    |
| 6       | Angela Whyte     | CAN     | 12,78    |
| 7       | Cindy Billaud    | FRA     | 12,84    |
| 8       | Joelia Kondakova | RUS     | 12,86    |

### 400 m horden
| Mannen | Mannen              | Mannen | Mannen      |
| Nr.    | Atleet              | Land   | Tijd        |
| ------ | ------------------- | ------ | ----------- |
| Goud   | Jehue Gordon        | TRI    | WL,NR 47,69 |
| Zilver | Michael Tinsley     | USA    | PB 47,70    |
| Brons  | Emir Bekrić         | SRB    | NR 48,05    |
| 4      | Omar Cisneros       | CUB    | 48,12       |
| 5      | Felix Sánchez       | DOM    | 48,22       |
| 6      | Javier Culson       | PUR    | 48,38       |
| 7      | Mamadou Kassé Hanne | SEN    | 48,68       |
| 8      | Kerron Clement      | USA    | 49,08       |

| Vrouwen | Vrouwen              | Vrouwen | Vrouwen     |
| Nr.     | Atlete               | Land    | Tijd        |
| ------- | -------------------- | ------- | ----------- |
| Goud    | Zuzana Hejnová       | CZE     | WL,NR 52,84 |
| Zilver  | Dalilah Muhammad     | USA     | 54,09       |
| Brons   | Lashinda Demus       | USA     | 54,27       |
| 4       | Hanna Titimets       | UKR     | 54,72       |
| 5       | Eilidh Child         | GBR     | 54,86       |
| 6       | Hanna Jarosjtsjoek   | UKR     | 55,01       |
| 7       | Perri Shakes-Drayton | GBR     | 56,25       |
| 8       | Nickiesha Wilson     | JAM     | 57,34       |

### 4 x 100 m estafette
| Mannen | Mannen                                                             | Mannen | Mannen   |
| Nr.    | Atleet                                                             | Land   | Tijd     |
| ------ | ------------------------------------------------------------------ | ------ | -------- |
| Goud   | Nesta Carter Kemar Bailey-Cole Nickel Ashmeade Usain Bolt          | JAM    | WL 37,36 |
| Zilver | Charles Simon Mike Rodgers Rakieem Salaam Justin Gatlin            | USA    | 37,66    |
| Brons  | Gavin Smellie Aaron Brown Dontae Richards-Kwok Justyn Warner       | CAN    | SB 37,92 |
| 4      | Lucas Jakubczyk Sven Knipphals Julian Reus Martin Keller           | GER    | SB 38,04 |
| 5      | Brian Mariano Churandy Martina Liemarvin Bonevacia Hensley Paulina | NED    | SB 38,37 |
| 6      | Yoshihide Kiryu Kenji Fujimitsu Kei Takase Shota Iizuka            | JPN    | 38,39    |
| 7      | Ayodele Taffe Keston Bledman Rondel Sorrillo Richard Thompson      | TRI    | 38,57    |
|        | Adam Gemili Harry Aikines-Aryeetay James Ellington Dwain Chambers  | GBR    | DQ       |

| Vrouwen | Vrouwen                                                                  | Vrouwen | Vrouwen  |
| Nr.     | Atlete                                                                   | Land    | Tijd     |
| ------- | ------------------------------------------------------------------------ | ------- | -------- |
| Goud    | Carrie Russell Kerron Stewart Schillonie Calvert Shelly-Ann Fraser-Pryce | JAM     | CR 41,29 |
| Zilver  | Jeneba Tarmoh Alexandria Anderson English Gardner Octavious Freeman      | USA     | 42,75    |
| Brons   | Dina Asher-Smith Ashleigh Nelson Annabelle Lewis Hayley Jones            | GBR     | 42,87    |
| 4       | Yasmin Kwadwo Inna Weit Tatjana Pinto Verena Sailer                      | GER     | 42,90    |
| 5       | Olga Belkina Natalia Rusakova Elizaveta Savlinis Jelena Bolsoen          | RUS     | SB 42,93 |
| 6       | Crystal Emmanuel Kimberly Hyacinthe Shai-Anne Davis Khamica Bingham      | CAN     | 43,28    |
|         | Céline Distel-Bonnet Ayodelé Ikuesan Myriam Soumaré Stella Akakpo        | FRA     | DQ       |
|         | Evelyn dos Santos Ana Cláudia Lemos Franciela Krasucki Vanda Gomes       | BRA     | DNF      |

### 4 x 400 m estafette
| Mannen | Mannen                                                                 | Mannen | Mannen     |
| Nr.    | Atleet                                                                 | Land   | Tijd       |
| ------ | ---------------------------------------------------------------------- | ------ | ---------- |
| Goud   | David Verburg Tony McQuay Arman Hall LaShawn Merritt                   | USA    | WL 2.58,71 |
| Zilver | Rusheen McDonald Edino Steele Omar Johnson Javon Francis               | JAM    | SB 2.59,88 |
| Brons  | Maksim Dyldin Lev Mosin Sergej Petoechov Vladimir Krasnov              | RUS    | SB 2.59,90 |
| 4      | Conrad Williams Martyn Rooney Michael Bingham Nigel Levine             | GBR    | 3.00,88    |
| 5      | Jonathan Borlée Kevin Borlée Dylan Borlée Will Oyowe                   | BEL    | 3.01,02    |
| 6      | Renny Quow Lalonde Gordon Jehue Gordon Jarrin Solomon                  | TRI    | 3.01,74    |
| 7      | Pedro Luiz de Oliveira Wagner Cardoso Anderson Henriques Hugo de Sousa | BRA    | 3.02,19    |
| 8      | Steven Solomon Alexander Beck Craig Burns Tristan Thomas               | AUS    | SB 3.02,26 |

| Vrouwen | Vrouwen                                                               | Vrouwen | Vrouwen    |
| Nr.     | Atlete                                                                | Land    | Tijd       |
| ------- | --------------------------------------------------------------------- | ------- | ---------- |
| Goud    | Joelia Goesjtsjina Tatjana Firova Ksenia Ryzjova Antonina Krivosjapka | RUS     | WL 3.20,19 |
| Zilver  | Jessica Beard Natasha Hastings Ashley Spencer Francena McCorory       | USA     | SB 3.20,41 |
| Brons   | Eilidh Child Shana Cox Margaret Adeoye Christine Ohuruogu             | GBR     | SB 3.22,61 |
| 4       | Marie Gayot Lénora Guion-Firmin Muriel Hurtis-Houairi Floria Guei     | FRA     | SB 3.24,21 |
| 5       | Daryna Prystupa Olha Lyakhova Alina Lohvynenko Natalja Pyhyda         | UKR     | SB 3.27,38 |
| 6       | Omolara Omotoso Patience Okon George Bukola Abogunloko Regina George  | NGR     | 3.27,57    |
| 7       | Adelina Pastor Elena Mirela Lavric Sanda Belgyan Bianca Răzor         | ROU     | SB 3.28,40 |
| 8       | Chiara Bazzoni Marta Milani Maria Enrica Spacca Libania Grenot        | ITA     | DQ         |

### Hoogspringen
| Mannen | Mannen             | Mannen | Mannen  |
| Nr.    | Atleet             | Land   | Hoogte  |
| ------ | ------------------ | ------ | ------- |
| Goud   | Bohdan Bondarenko  | UKR    | CR 2,41 |
| Zilver | Mutaz Essa Barshim | QAT    | 2,38    |
| Brons  | Derek Drouin       | CAN    | NR 2,38 |
| 4      | Ivan Oechov        | RUS    | SB 2,35 |
| 5      | Erik Kynard        | USA    | 2,32    |
| 6      | Donald Thomas      | BAH    | SB 2,32 |
| 7      | Aleksandr Sjoestov | RUS    | SB 2,32 |
| 8      | Robert Grabarz     | GBR    | 2,29    |

| Vrouwen | Vrouwen            | Vrouwen | Vrouwen |
| Nr.     | Atlete             | Land    | Hoogte  |
| ------- | ------------------ | ------- | ------- |
| Goud    | Svetlana Sjkolina  | RUS     | PB 2,03 |
| Zilver  | Brigetta Barrett   | USA     | 2,00    |
| Brons   | Anna Tsjitsjerova  | RUS     | 1,97    |
| Brons   | Ruth Beitia        | ESP     | 1,97    |
| 5       | Emma Green Tregaro | SWE     | SB 1,97 |
| 6       | Justyna Kasprzycka | POL     | PB 1,97 |
| 7       | Kamila Stepaniuk   | POL     | 1,93    |
| 7       | Alessia Trost      | ITA     | 1,93    |

### Polsstokhoogspringen
| Mannen | Mannen               | Mannen | Mannen  |
| Nr.    | Atleet               | Land   | Hoogte  |
| ------ | -------------------- | ------ | ------- |
| Goud   | Raphael Holzdeppe    | GER    | 5,89    |
| Zilver | Renaud Lavillenie    | FRA    | 5,89    |
| Brons  | Björn Otto           | GER    | 5,82    |
| 4      | Brad Walker          | USA    | 5,82    |
| 5      | Malte Mohr           | GER    | 5,82    |
| 6      | Seito Yamamoto       | JPN    | PB 5,75 |
| 7      | Jan Kudlicka         | CZE    | 5,75    |
| 8      | Sergej Koetsjerjanoe | RUS    | 5,65    |

| Vrouwen | Vrouwen                 | Vrouwen | Vrouwen |
| Nr.     | Atlete                  | Land    | Hoogte  |
| ------- | ----------------------- | ------- | ------- |
| Goud    | Jelena Isinbajeva       | RUS     | SB 4,89 |
| Zilver  | Jennifer Suhr           | USA     | 4,82    |
| Brons   | Yarisley Silva          | CUB     | 4,82    |
| 4       | Silke Spiegelburg       | GER     | SB 4,75 |
| 5       | Fabiana Murer           | BRA     | 4,65    |
| 6       | Anastasia Savtsjenko    | RUS     | 4,65    |
| 7       | Angelina Zjoek-Krasnova | RUS     | 4,65    |
| 8       | Lisa Ryzih              | GER     | SB 4,55 |

### Verspringen
| Mannen | Mannen                  | Mannen | Mannen      |
| Nr.    | Atleet                  | Land   | Afstand     |
| ------ | ----------------------- | ------ | ----------- |
| Goud   | Aleksandr Menkov        | RUS    | WL, NR 8,56 |
| Zilver | Ignisious Gaisah        | NED    | NR 8,29     |
| Brons  | Luis Rivera             | MEX    | 8,27        |
| 4      | Eusebio Cáceres         | ESP    | 8,26        |
| 5      | Mauro Vinícius da Silva | BRA    | 8,24        |
| 6      | Christian Reif          | GER    | 8,22        |
| 7      | Godfrey Khotso Mokoena  | RSA    | 8,10        |
| 8      | Damar Forbes            | JAM    | 8,02        |

| Vrouwen | Vrouwen           | Vrouwen | Vrouwen |
| Nr.     | Atlete            | Land    | Afstand |
| ------- | ----------------- | ------- | ------- |
| Goud    | Brittney Reese    | USA     | 7,01    |
| Zilver  | Blessing Okagbare | NGR     | 6,99    |
| Brons   | Ivana Španović    | SRB     | NR 6,82 |
| 4       | Volga Soedarava   | BLR     | SB 6,82 |
| 5       | Olga Koetsjerenko | RUS     | 6,81    |
| 6       | Shara Proctor     | GBR     | 6,79    |
| 7       | Darja Klisjina    | RUS     | 6,76    |
| 8       | Tori Polk         | USA     | 6,73    |

### Hink-stap-springen
| Mannen | Mannen                    | Mannen | Mannen     |
| Nr.    | Atleet                    | Land   | Afstand    |
| ------ | ------------------------- | ------ | ---------- |
| Goud   | Teddy Tamgho              | FRA    | WL PB18,04 |
| Zilver | Pedro Pablo Pichardo      | CUB    | 17,68      |
| Brons  | Will Claye                | USA    | SB 17,52   |
| 4      | Christian Taylor          | USA    | 17,20      |
| 5      | Aleksey Fedorov           | RUS    | 16,90      |
| 6      | Marian Oprea              | ROU    | 16,82      |
| 7      | Gaëtan Saku Bafuanga Baya | FRA    | 16,79      |
| 8      | Fabrizio Schembri         | ITA    | 16,74      |

| Vrouwen | Vrouwen           | Vrouwen | Vrouwen  |
| Nr.     | Atlete            | Land    | Afstand  |
| ------- | ----------------- | ------- | -------- |
| Goud    | Caterine Ibargüen | COL     | WL 14,85 |
| Zilver  | Jekaterina Koneva | RUS     | 14,81    |
| Brons   | Olha Saladoecha   | UKR     | 14,65    |
| 4       | Kimberly Williams | JAM     | PB 14,62 |
| 5       | Mabel Gay         | CUB     | SB 14,45 |
| 6       | Hanna Knyazyeva   | ISR     | 14,33    |
| 7       | Anna Pjatych      | RUS     | 14,29    |
| 8       | Irina Goemenjoek  | RUS     | 14,15    |

### Kogelstoten
| Mannen | Mannen          | Mannen | Mannen   |
| Nr.    | Atleet          | Land   | Afstand  |
| ------ | --------------- | ------ | -------- |
| Goud   | David Storl     | GER    | SB 21,73 |
| Zilver | Ryan Whiting    | USA    | 21,57    |
| Brons  | Dylan Armstrong | CAN    | SB 21,34 |
| 4      | Reese Hoffa     | USA    | 21,12    |
| 5      | Ladislav Prášil | CZE    | 20,98    |
| 6      | Tomasz Majewski | POL    | SB 20,98 |
| 7      | Germán Lauro    | ARG    | 20,40    |
| 8      | Georgi Ivanov   | BUL    | 20,39    |

| Vrouwen | Vrouwen             | Vrouwen | Vrouwen  |
| Nr.     | Atlete              | Land    | Afstand  |
| ------- | ------------------- | ------- | -------- |
| Goud    | Valerie Adams       | NZL     | 20,88    |
| Zilver  | Christina Schwanitz | GER     | PB 20,41 |
| Brons   | Gong Lijiao         | CHN     | 19,95    |
| 4       | Michelle Carter     | USA     | 19,94    |
| 5       | Jevgenia Kolodko    | RUS     | 19,81    |
| 6       | Li Ling             | CHN     | 18,39    |
| 7       | Irina Tarasova      | RUS     | 18,37    |
| 8       | Tia Brooks          | USA     | 18,09    |

### Discuswerpen
| Mannen | Mannen            | Mannen | Mannen  |
| Nr.    | Atleet            | Land   | Afstand |
| ------ | ----------------- | ------ | ------- |
| Goud   | Robert Harting    | GER    | 69,11   |
| Zilver | Piotr Małachowski | POL    | 68,36   |
| Brons  | Gerd Kanter       | EST    | 65,19   |
| 4      | Martin Wierig     | GER    | 65,02   |
| 5      | Victor Hogan      | RSA    | 64,35   |
| 6      | Robert Urbanek    | POL    | 64,32   |
| 7      | Vikas Gowda       | IND    | 64,03   |
| 8      | Viktor Boetenko   | RUS    | 63,38   |

| Vrouwen | Vrouwen              | Vrouwen | Vrouwen  |
| Nr.     | Atlete               | Land    | Afstand  |
| ------- | -------------------- | ------- | -------- |
| Goud    | Sandra Perković      | CRO     | 67,99    |
| Zilver  | Mélina Robert-Michon | FRA     | NR 66,28 |
| Brons   | Yarelis Barrios      | CUB     | 64,96    |
| 4       | Nadine Müller        | GER     | 64,47    |
| 5       | Gia Lewis-Smallwood  | USA     | 64,23    |
| 6       | Jian Tan             | CHN     | 63,34    |
| 7       | Zaneta Glanc         | POL     | SB 62,90 |
| 8       | Denia Caballero      | CUB     | 62,80    |

### Kogelslingeren
| Mannen | Mannen          | Mannen | Mannen   |
| Nr.    | Atleet          | Land   | Afstand  |
| ------ | --------------- | ------ | -------- |
| Goud   | Paweł Fajdek    | POL    | WL 81,97 |
| Zilver | Krisztián Pars  | HUN    | 80,30    |
| Brons  | Lukáš Melich    | CZE    | 79,36    |
| 4      | Primož Kozmus   | SLO    | 79,22    |
| 5      | Dilsjod Nazarov | TJK    | 78,31    |
| 6      | Koji Murofushi  | JPN    | SB 78,03 |
| 7      | Nicola Vizzoni  | ITA    | SB 77,61 |
| 8      | Marcel Lomnický | SVK    | 77,57    |

| Vrouwen | Vrouwen           | Vrouwen | Vrouwen     |
| Nr.     | Atlete            | Land    | Afstand     |
| ------- | ----------------- | ------- | ----------- |
| Goud    | Tatjana Lysenko   | RUS     | CR,NR 78,80 |
| Zilver  | Anita Włodarczyk  | POL     | NR 78,46    |
| Brons   | Zhang Wenxiu      | CHN     | SB 75,58    |
| 4       | Wang Zheng        | CHN     | PB 74,90    |
| 5       | Anna Boelgakova   | RUS     | 74,62       |
| 6       | Yipsi Moreno      | CUB     | SB 74,16    |
| 7       | Oksana Kondrateva | RUS     | 72,76       |
| 8       | Éva Orbán         | HUN     | 72,70       |

### Speerwerpen
| Mannen | Mannen                    | Mannen | Mannen   |
| Nr.    | Atleet                    | Land   | Afstand  |
| ------ | ------------------------- | ------ | -------- |
| Goud   | Vítězslav Veselý          | CZE    | 87,17    |
| Zilver | Tero Pitkämäki            | FIN    | 87,07    |
| Brons  | Dmitri Tarabin            | RUS    | 86,23    |
| 4      | Julius Yego               | KEN    | NR 85,40 |
| 5      | Roman Avramenko           | UKR    | 82,05    |
| 6      | Antti Ruuskanen           | FIN    | 81,44    |
| 7      | Andreas Thorkildsen       | NOR    | 81,06    |
| 8      | Ihab Abdelrahman El Sayed | EGY    | 80,94    |

| Vrouwen | Vrouwen                | Vrouwen | Vrouwen  |
| Nr.     | Atlete                 | Land    | Afstand  |
| ------- | ---------------------- | ------- | -------- |
| Goud    | Christina Obergföll    | GER     | SB 69,05 |
| Zilver  | Kimberley Mickle       | AUS     | PB 66,60 |
| Brons   | Maria Abakoemova       | RUS     | 65,09    |
| 4       | Linda Stahl            | GER     | 64,78    |
| 5       | Kathryn Mitchell       | AUS     | SB 63,77 |
| 6       | Sunette Viljoen        | RSA     | 63,58    |
| 7       | Viktoriya Sudaruskhina | RUS     | 62,21    |
| 8       | Lingwei Li             | CHN     | 61,30    |

### Tienkamp/zevenkamp
| Mannen | Mannen             | Mannen | Mannen  |
| Nr.    | Atleet             | Land   | Punten  |
| ------ | ------------------ | ------ | ------- |
| Goud   | Ashton Eaton       | USA    | WL 8809 |
| Zilver | Michael Schrader   | GER    | PB 8670 |
| Brons  | Damian Warner      | CAN    | PB 8512 |
| 4      | Kévin Mayer        | FRA    | PB 8446 |
| 5      | Eelco Sintnicolaas | NED    | SB 8391 |
| 6      | Carlos Chinin      | BRA    | 8388    |
| 7      | Rico Freimuth      | GER    | PB 8382 |
| 8      | Ilja Sjkoerenev    | RUS    | PB 8370 |

| Vrouwen | Vrouwen                   | Vrouwen | Vrouwen |
| Nr.     | Atlete                    | Land    | Punten  |
| ------- | ------------------------- | ------- | ------- |
| Goud    | Hanna Melnytsjenko        | UKR     | PB 6585 |
| Zilver  | Brianne Theisen-Eaton     | CAN     | PB 6530 |
| Brons   | Dafne Schippers           | NED     | NR 6477 |
| 4       | Claudia Rath              | GER     | PB 6462 |
| 5       | Katarina Johnson-Thompson | GBR     | PB 6449 |
| 6       | Sharon Day                | USA     | 6407    |
| 7       | Eliška Klucinová          | CZE     | NR 6332 |
| 8       | Antoinette Nana Djimou    | FRA     | SB 6326 |

### Marathon
| Mannen | Mannen              | Mannen | Mannen     |
| Nr.    | Atleet              | Land   | Tijd       |
| ------ | ------------------- | ------ | ---------- |
| Goud   | Stephen Kiprotich   | UGA    | 2:09.51    |
| Zilver | Lelisa Desisa       | ETH    | 2:10.12    |
| Brons  | Tadese Tola         | ETH    | 2:10.23    |
| 4      | Tsegay Kebede       | ETH    | 2:10.47    |
| 5      | Kentaro Nakamoto    | JPN    | 2:10.50    |
| 6      | Solonei Da Silva    | BRA    | SB 2:11.40 |
| 7      | Paulo Roberto Paula | BRA    | SB 2:11.40 |
| 8      | Yemane Tsegay       | ETH    | SB 2:11.43 |

| Vrouwen | Vrouwen            | Vrouwen | Vrouwen    |
| Nr.     | Atlete             | Land    | Tijd       |
| ------- | ------------------ | ------- | ---------- |
| Goud    | Edna Kiplagat      | KEN     | 2:25.44    |
| Zilver  | Valeria Straneo    | ITA     | SB 2:25.58 |
| Brons   | Kayoko Fukushi     | JPN     | 2:27.45    |
| 4       | Ryoko Kizaki       | JPN     | 2:31.28    |
| 5       | Alessandra Aguilar | ESP     | 2:32.38    |
| 6       | Emma Quaglia       | ITA     | SB 2:34.16 |
| 7       | Madaí Pérez        | MEX     | SB 2:34.23 |
| 8       | Hye-Gyong Kim      | PRK     | 2:35.49    |

### 20 km snelwandelen
| Mannen | Mannen             | Mannen | Mannen     |
| Nr.    | Atleet             | Land   | Tijd       |
| ------ | ------------------ | ------ | ---------- |
| Goud   | Aleksandr Ivanov   | RUS    | PB 1:20.58 |
| Zilver | Chen Ding          | CHN    | SB 1:21.09 |
| Brons  | Miguel Ángel López | ESP    | SB 1:21.21 |
| 4      | João Vieira        | POR    | 1:22.05    |
| 5      | Denis Strelkov     | RUS    | 1:22.06    |
| 6      | Takumi Saito       | JPN    | 1:22.09    |
| 7      | Roeslan Dmytrenko  | UKR    | 1:22.14    |
| 8      | Iñaki Gómez        | CAN    | SB 1:22.21 |

| Vrouwen | Vrouwen            | Vrouwen | Vrouwen    |
| Nr.     | Atlete             | Land    | Tijd       |
| ------- | ------------------ | ------- | ---------- |
| Goud    | Jelena Lasjmanova  | RUS     | 1:27.08    |
| Zilver  | Anisya Kirdyapkina | RUS     | 1:27.11    |
| Brons   | Liu Hong           | CHN     | 1:28.10    |
| 4       | Sun Huanhuan       | CHN     | 1:28.32    |
| 5       | Elisa Rigaudo      | ITA     | SB 1:28.41 |
| 6       | Beatriz Pascual    | ESP     | SB 1:29.00 |
| 7       | Anežka Drahotová   | CZE     | NR 1:29.05 |
| 8       | Ana Cabecinha      | POR     | SB 1:29.17 |

### 50 km snelwandelen
| Mannen | Mannen           | Mannen | Mannen     |
| Nr.    | Atleet           | Land   | Tijd       |
| ------ | ---------------- | ------ | ---------- |
| Goud   | Robert Heffernan | IRL    | WL 3:37.56 |
| Zilver | Mikhail Ryzhov   | RUS    | PB 3:38.58 |
| Brons  | Jared Tallent    | AUS    | SB 3:40.03 |
| 4      | Ihor Hlavan      | UKR    | NR 3:40.39 |
| 5      | Matej Tóth       | SVK    | SB 3:41.07 |
| 6      | Grzegorz Sudol   | POL    | PB 3:41.20 |
| 7      | Ivan Noskov      | RUS    | PB 3:41.36 |
| 8      | Lukasz Nowak     | POL    | SB 3:43.38 |

## Legenda
- AR = Werelddeelrecord (Area Record)
- CR = Kampioenschapsrecord (Championship Record)
- DNS = Niet gestart (Did Not Start)
- DNF = Niet beëindigd (Did Not Finish)
- DQ = Gedisqualificeerd (Disqualified)
- SB = Beste persoonlijke seizoensprestatie (Seasonal Best)
- PB = Persoonlijk record (Personal Best)
- NR = Nationaal record (National Record)
- ER = Europees record (European Record)
- WL = 's Werelds beste seizoensprestatie (World Leading)
- WJ = Wereld juniorenrecord (World Junior Record)
- WR = Wereldrecord (World Record)

## Medailleklassement
| Plaats | Land                   | Goud | Zilver | Brons | Totaal |
| 1      | Rusland                | 7    | 4      | 6     | 17     |
| 2      | Verenigde Staten       | 6    | 14     | 5     | 25     |
| 3      | Jamaica                | 6    | 2      | 1     | 9      |
| 4      | Kenia                  | 5    | 4      | 3     | 12     |
| 5      | Duitsland              | 4    | 2      | 1     | 7      |
| 6      | Ethiopië               | 3    | 3      | 4     | 10     |
| 7      | Verenigd Koninkrijk    | 3    | 0      | 3     | 6      |
| 8      | Tsjechië               | 2    | 0      | 1     | 3      |
| 8      | Oekraïne               | 2    | 0      | 1     | 3      |
| 10     | Frankrijk              | 1    | 2      | 1     | 4      |
| 11     | Polen                  | 1    | 2      | 0     | 3      |
| 12     | Colombia               | 1    | 0      | 0     | 1      |
| 12     | Kroatië                | 1    | 0      | 0     | 1      |
| 12     | Ierland                | 1    | 0      | 0     | 1      |
| 12     | Nieuw-Zeeland          | 1    | 0      | 0     | 1      |
| 12     | Zweden                 | 1    | 0      | 0     | 1      |
| 12     | Trinidad en Tobago     | 1    | 0      | 0     | 1      |
| 12     | Oeganda                | 1    | 0      | 0     | 1      |
| 19     | Australië              | 0    | 2      | 1     | 3      |
| 20     | Ivoorkust              | 0    | 2      | 0     | 2      |
| 21     | Canada                 | 0    | 1      | 4     | 5      |
| 22     | China                  | 0    | 1      | 3     | 4      |
| 23     | Cuba                   | 0    | 1      | 2     | 3      |
| 24     | Nederland              | 0    | 1      | 1     | 2      |
| 24     | Nigeria                | 0    | 1      | 1     | 2      |
| 26     | Botswana               | 0    | 1      | 0     | 1      |
| 26     | Finland                | 0    | 1      | 0     | 1      |
| 26     | Hongarije              | 0    | 1      | 0     | 1      |
| 26     | Italië                 | 0    | 1      | 0     | 1      |
| 26     | Qatar                  | 0    | 1      | 0     | 1      |
| 31     | Spanje                 | 0    | 0      | 2     | 2      |
| 31     | Servië                 | 0    | 0      | 2     | 2      |
| 33     | Djibouti               | 0    | 0      | 1     | 1      |
| 33     | Dominicaanse Republiek | 0    | 0      | 1     | 1      |
| 33     | Estland                | 0    | 0      | 1     | 1      |
| 33     | Japan                  | 0    | 0      | 1     | 1      |
| 33     | Mexico                 | 0    | 0      | 1     | 1      |
| 33     | Zuid-Afrika            | 0    | 0      | 1     | 1      |
| Totaal | Totaal                 | 47   | 47     | 48    | 142    |

1983 · 
1987 · 
1991 · 
1993 · 
1995 · 
1997 · 
1999 · 
2001 · 
2003 · 
2005 · 
2007 · 
2009 · 
2011 · 
2013 · 
2015 · 
2017 · 
2019 · 
2022 · 
2023